# Verwaltungsgericht Arnsberg

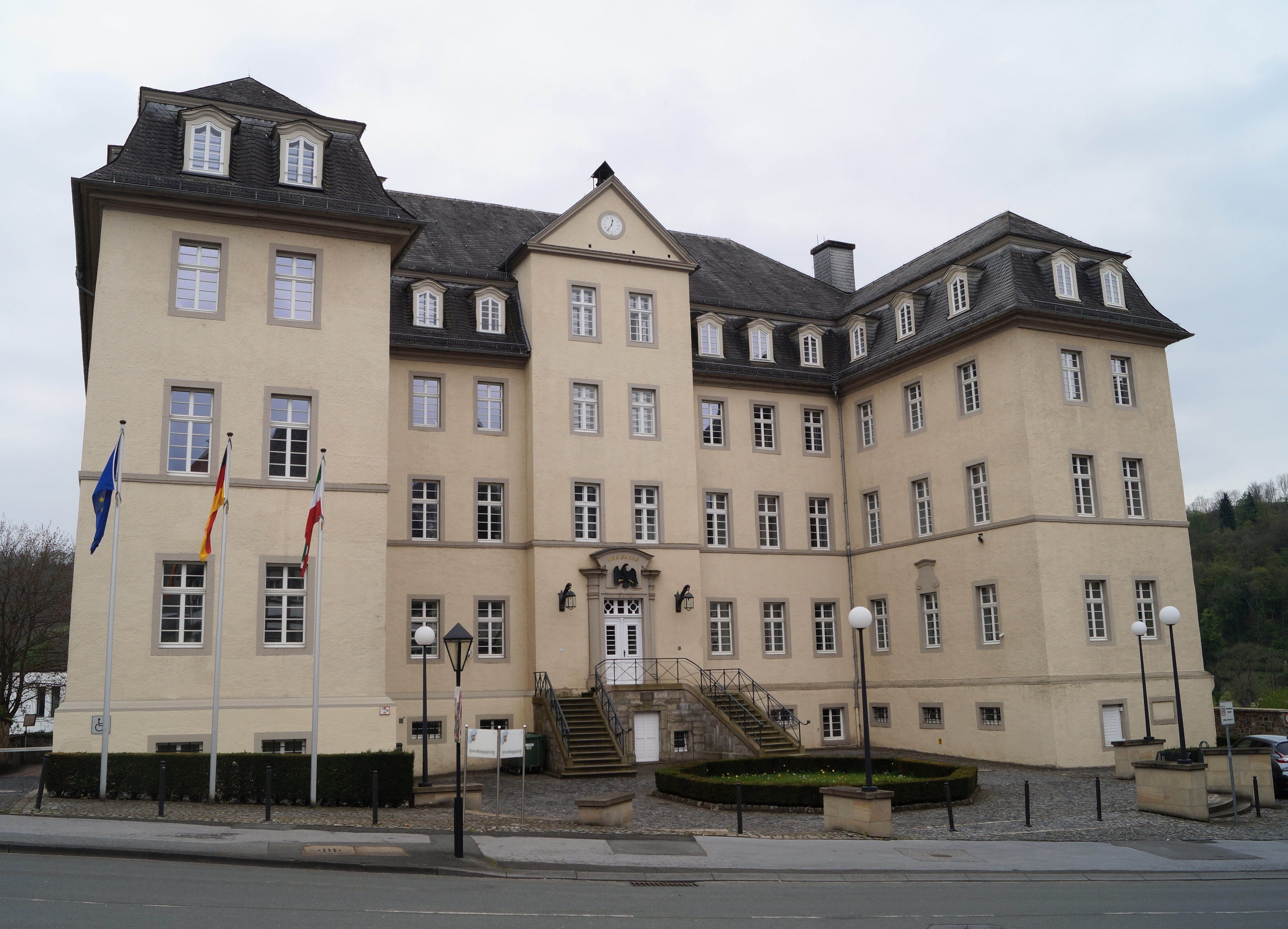
Gebäude des Verwaltungsgerichts Arnsberg

Das Verwaltungsgericht Arnsberg ist ein Gericht der Verwaltungsgerichtsbarkeit und eines von sieben Verwaltungsgerichten des Bundeslandes Nordrhein-Westfalen.

## Gerichtssitz und -bezirk
Das Verwaltungsgericht (VG) hat seinen Sitz in Arnsberg im Sauerland. Der Gerichtsbezirk erstreckt sich auf das Gebiet der kreisfreien Städte Hagen und Hamm sowie auf den Ennepe-Ruhr-Kreis, den Hochsauerlandkreis, den Märkischen Kreises, den Kreis Olpe, den Kreis Siegen-Wittgenstein und den Kreis Soest.

## Gerichtsgebäude
Das Gericht ist im Westen der Arnsberger Altstadt in der Jägerstraße 1 untergebracht.
Aus Steinen des im Siebenjährigen Krieg zerstörten Arnsberger Schlosses ließen die Landstände des Herzogtums Westfalen mit Genehmigung des Landesherren im Jahr 1783 ein Zuchthaus erbauen. In der hessischen Ära (nach 1803) wurde das Gebäude als Kaserne genutzt. Nach dem Übergang des ehemaligen Herzogtums Westfalen an Preußen (1816) diente das Gebäude als Sitz der Bezirksregierung Arnsberg. Im Jahr 1883 wurden zwei rückwärtige Flügel angebaut. Dennoch wurde das Gebäude zu klein für die zunehmende Zahl von Beamten. In den 1920er Jahren wurde daher der Hauptsitz der Regierung verlegt. Im alten Gebäude wechselten sich verschiedene Verwaltungsstellen ab, ehe das Verwaltungsgericht das Haus übernahm.

## Leitung
Von 1987 bis 1993 war Hugo Dabrock Präsident des Verwaltungsgerichts Arnsberg. Danach bis Ende 2015 war Ulrich Morgenstern Präsident. Ihm folgte am 13. Januar 2016 Jürgen Jaenecke nach, der vorher Vorsitzender Richter am Oberverwaltungsgericht in Münster und bereits in den 1990er Jahren als Richter am Verwaltungsgericht Arnsberg tätig war.

## Übergeordnete Gerichte
Übergeordnetes Gericht ist das Oberverwaltungsgericht für das Land Nordrhein-Westfalen mit Sitz in Münster. Auf dieses folgt im Instanzenzug das Bundesverwaltungsgericht in Leipzig.